# 아돌프 안데르센
아돌프 안데르센(Adolf Anderssen, 본명: 카를 에른스트 아돌프 안데르센, Karl Ernst Adolf Anderssen, 1818년 7월 6일~1879년 3월 13일)은 독일의 체스 마스터였다. 1851년과 1862년에 대규모 국제 토너먼트에서 우승했지만 1858년에는 폴 모피(Paul Morphy), 1866년에는 빌헬름 슈타이니츠에게 패했다. 1862년부터 1866년까지, 비록 세계 체스 챔피언이라는 타이틀은 아직 존재하지 않았다.
안데르센은 매우 강력한 바덴-바덴(Baden-Baden) 1870 체스 토너먼트를 포함하여 그가 참가한 이벤트의 절반 이상을 승리하면서 유럽에서 가장 성공적인 토너먼트 플레이어가 되었다. 그는 50세가 넘었을 때 이러한 성공의 대부분을 달성했다.
안데르센은 오늘날 특히 "불멸의 게임"(1851)과 "에버그린 게임"(1852)에서 뛰어난 희생적 공격 플레이로 유명하다. 그는 체스 문제 개발에 중요한 인물이었으며 문제 구성의 "올드 스쿨"에서 현대 구성의 우아함과 복잡성으로의 전환을 주도했다. 그는 또한 가장 호감이 가는 체스 대가 중 한 명이었고, 다른 사람들이 조언이나 중재를 구하는 게임의 "원로 정치가"가 되었다.